# Dywizja Piechoty Münsingen
Dywizja Piechoty Münsingen, niem. Infanterie-Division Münsingen – jedna z niemieckich dywizji piechoty. Utworzona w lipcu 1944 roku jako dywizja 28 fali mobilizacyjnej na poligonie w Münsingen przez V Okręg Wojskowy. W niecały miesiąc formowanie dywizji zostało przerwane, jej pododdziały zostały użyte do wzmocnienia 543 Dywizji Grenadierów.